# Comuna Dofteana, Bacău
Dofteana (maghiară Doftána) este o comună în județul Bacău, Moldova, România, formată din satele Bogata, Cucuieți, Dofteana (reședința), Hăghiac, Larga, Seaca și Ștefan Vodă.
Prin comună trece și calea ferată Adjud–Comănești–Siculeni, ce este deservită de stația Dofteana Bacău.

## Demografie
Componența etnică a comunei Dofteana
     Români (91,51%)
     Alte etnii (0,02%)
     Necunoscută (8,47%)
Componența confesională a comunei Dofteana
     Ortodocși (77,78%)
     Romano-catolici (8,8%)
     Penticostali (4,39%)
     Alte religii (0,39%)
     Necunoscută (8,64%)
Conform recensământului efectuat în 2021, populația comunei Dofteana se ridică la 10.236 de locuitori, în creștere față de recensământul anterior din 2011, când fuseseră înregistrați 9.346 de locuitori. Majoritatea locuitorilor sunt români (91,51%), iar pentru 8,47% nu se cunoaște apartenența etnică. Din punct de vedere confesional, majoritatea locuitorilor sunt ortodocși (77,78%), cu minorități de romano-catolici (8,8%) și penticostali (4,39%), iar pentru 8,64% nu se cunoaște apartenența confesională.

## Politică și administrație
Comuna Dofteana este administrată de un primar și un consiliu local compus din 17 consilieri. Primarul, Ioan Bujor[*], de la Partidul Social Democrat, este în funcție din 2008. Începând cu alegerile locale din 2024, consiliul local are următoarea componență pe partide politice:
|  | Partid                          | Consilieri | Componența Consiliului | Componența Consiliului | Componența Consiliului | Componența Consiliului | Componența Consiliului | Componența Consiliului | Componența Consiliului | Componența Consiliului | Componența Consiliului | Componența Consiliului | Componența Consiliului | Componența Consiliului | Componența Consiliului |
|  | ------------------------------- | ---------- | ---------------------- | ---------------------- | ---------------------- | ---------------------- | ---------------------- | ---------------------- | ---------------------- | ---------------------- | ---------------------- | ---------------------- | ---------------------- | ---------------------- | ---------------------- |
|  | Partidul Social Democrat        | 13         |                        |                        |                        |                        |                        |                        |                        |                        |                        |                        |                        |                        |                        |
|  | Partidul Național Liberal       | 2          |                        |                        |                        |                        |                        |                        |                        |                        |                        |                        |                        |                        |                        |
|  | Uniunea Salvați România         | 1          |                        |                        |                        |                        |                        |                        |                        |                        |                        |                        |                        |                        |                        |
|  | Alianța pentru Unirea Românilor | 1          |                        |                        |                        |                        |                        |                        |                        |                        |                        |                        |                        |                        |                        |

## Istorie
La sfârșitul secolului al XIX-lea, comuna făcea parte din plasa Trotuș a județului Bacău și era formată din satele Dofteana, Bogata, Larga și Cucuieți, cu 2848 de locuitori ce trăiau în 640 de case. În comună existau o fabrică de gaz, o fabrică de cherestea cu aburi, mai multe fierăstraie de apă, o școală mixtă cu 47 de elevi (35 de băieți și 12 fete), patru biserici ortodoxe și două catolice, iar principalii proprietari de pământ erau N.N. Ghica și G.N. Ghica. Anuarul Socec din 1925 consemnează comuna în plasa Comănești a aceluiași județ, având 3489 de locuitori în satele Cucuieți, Dofteana, Larga, Seaca, Valea Câmpului și Valea Codrului.
În 1950, comuna a trecut în administrarea raionului Târgu Ocna din regiunea Bacău. În 1968, ea a revenit la județul Bacău, reînființat; tot atunci, satele Valea Câmpului și Valea Codrului au fost desființate, fiind incluse respectiv în satele Ștefan Vodă și Cucuieți.

## Monumente istorice

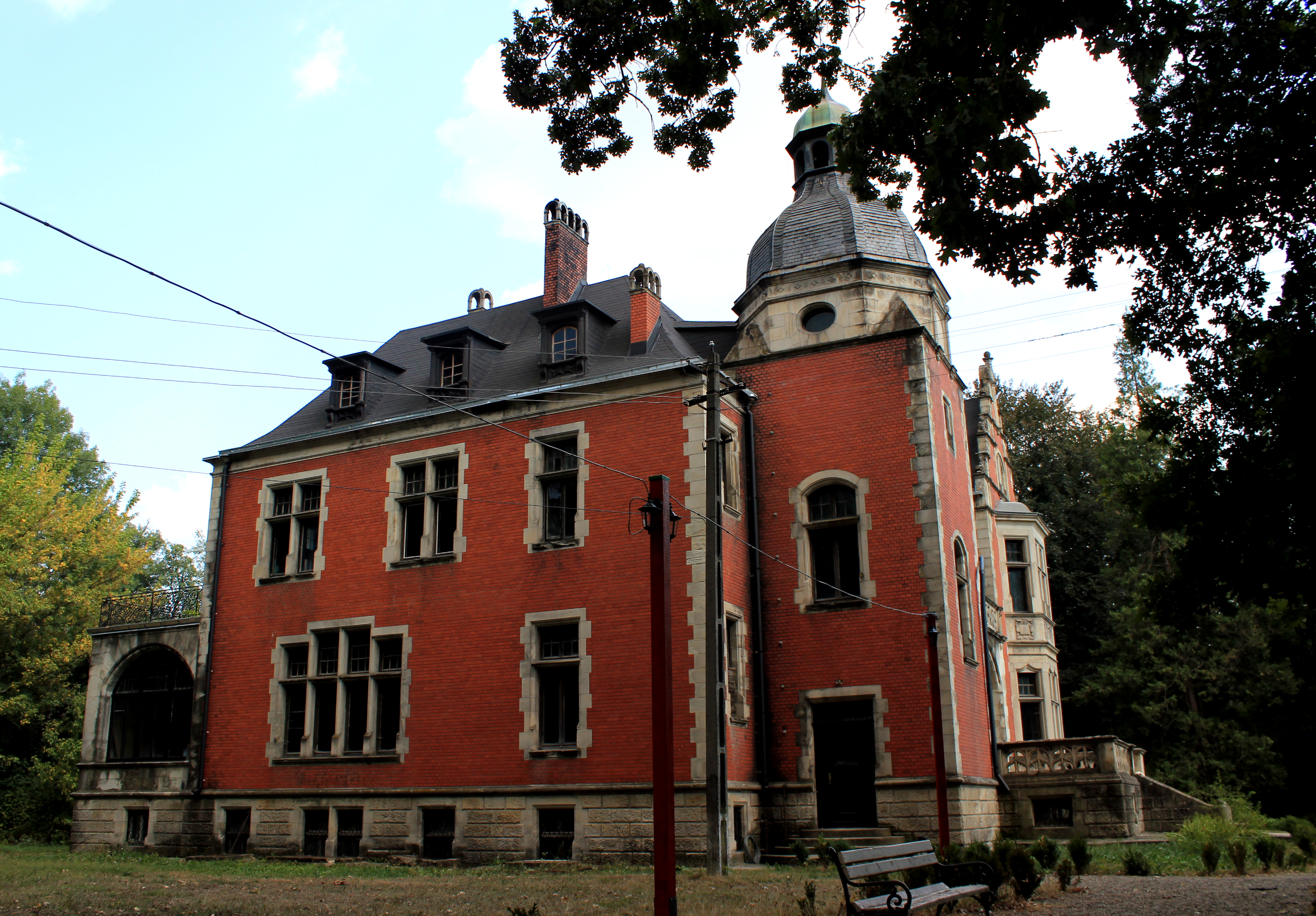
Castelul Ghika, monument istoric de interes național din comuna Dofteana.

În comuna Dofteana se află ansamblul castelului Ghika, monument de arhitectură de interes național. Ansamblul, datând de la sfârșitul secolului al XIX-lea, este compus din castelul propriu-zis și parcul acestuia și se află în satul Dofteana.

## Personalități
- Scarlat Longhin (1899 - 1979), general, medic dermatovenerolog;
- Victoria Furcoiu (n. 1955), scriitoare;
- Mihaela Cambei (n. 2002), halterofilă, medaliată cu argint la Jocurile Olimpice de vară din 2024.